# Jin A Kim
Jin A Kim (20 agosto 1996) è una judoka nordcoreana.

## Palmares
- Campionati mondiali di judo

Baku 2018: bronzo nella gara a squadre.
- Campionati asiatico-pacifici di judo

Fujairah 2019: oro nei 57 kg.
- Campionati asiatici juniores

Bangkok 2015: argento nei 63 kg.
- Campionati asiatici cadetti

Beirut 2011: oro nei 44 kg;
Hainan 2013: oro nei 52 kg.